# مزرعه شهید بهشتی
مزرعه شهید بهشتی، روستایی در دهستان چاه دادخدا بخش چاه دادخدا شهرستان قلعه‌گنج در استان کرمان ایران است.

## جمعیت
بر پایه سرشماری عمومی نفوس و مسکن در سال ۱۳۹۵، جمعیت این روستا برابر با ۹۶۸ نفر (۲۵۴ خانوار) بوده‌است.